# Shamoke
Shamoke (mort el 222 EC) va ser el rei de les tribus dels cinc valls Wuling durant els període de la tardana Dinastia Han Oriental i els Tres Regnes de la història xinesa. Durant la batalla de Xiaoting entre els senyor de la guerra Liu Bei i Sun Quan, Shamoke va dirigir les seves tropes en l'ajuda de Liu i aquest últim li va concedir un càrrec d'oficial. Shamoke més tard va ser mort en combat quan les forces de Sun Quan, dirigides per Lu Xun, van derrotar els exèrcits de Liu en una ataca amb foc.

## En la ficció
En la novel·la de ficció del Romanç dels Tres Regnes de Luo Guanzhong, Shamoke és el responsable durant la Batalla de Xiaoting de la mort del general de Sun Quan Gan Ning. Històricament, Gan no en participà en la batalla.
En la novel·la, l'aspecte de Shamoke és descrit com a tal:
El seu rostre hi era tacat de roig com si s'hagués esquitxat de sang provinent de la boca, i els seus ulls eren blaus i grans. Ell es va precipitar sobre les tropes de Gan Ning, demostrant un port poderós i ferotge, armat amb dues maces de ferro i punxes amb dos pals llargs, i amb dos arcs penjats del seu cinturó.
En veure això, Gan Ning es va adonar que no podia guanyar contra Shamoke, i va començar a retirar-se a cavall. Mentre tractava d'escapar, això no obstant, Shamoke li va disparar a la part posterior del cap amb una fletxa, matant-lo. Més endavant en la batalla Shamoke es va quedar atrapat enmig d'un atac amb foc i va fugir; sent perseguit posteriorment per Zhou Tai que el va abastar i el va matar després d'una breu lluita.